# 奥达兰
奥达兰（阿拉伯语：‎）是索馬利蘭西北部的一个地区，以博拉马为中心。

## 历史
1995年，索马里中央政府倒台后，当地的分离主义运动以“奥达兰共和国”的名义寻求独立。
2009年，奥达兰当局不承认分离主义的索马里兰政府对该地区的主权和领土声索，宣佈成为索马里联邦共和国内的一个新的自治区。
2011年后，索马里兰政府已恢復对奥达兰的控制。